# Charles Saatchi
Charles Saatchi, in arabo تشارلز ساعتجي‎? (Baghdad, 9 giugno 1943), è un imprenditore iracheno naturalizzato britannico, cofondatore con suo fratello Maurice dell'agenzia pubblicitaria Saatchi & Saatchi.
I fratelli guidarono l'azienda - la più grande agenzia pubblicitaria del mondo negli anni '80 - fino a quando non furono costretti ad abbandonare nel 1995. Nello stesso anno, i fratelli formarono una nuova agenzia chiamata M&C Saatchi.
Saatchi è anche noto per la sua collezione d'arte e per la proprietà della Saatchi Gallery, e in particolare per la sponsorizzazione dei Young British Artists (YBA), tra cui Damien Hirst e Tracey Emin.

## Biografia
Charles Saatchi è il secondo di quattro figli nati da Nathan Saatchi e Daisy Ezer, una ricca famiglia ebrea irachena di Baghdad, in Iraq. Il nome "Saatchi" saatçi (sā'ātchi), che significa "orologiaio", deriva dal turco. I fratelli di Saatchi sono David (nato nel 1937), Maurice (nato nel 1946) e Philip (nato nel 1953).
Nel 1947 suo padre, un commerciante di tessuti, anticipò il volo che decine di migliaia di ebrei iracheni avrebbero presto fatto per evitare le persecuzioni e trasferì la sua famiglia a Finchley, nel nord di Londra. Nathan Saatchi acquistò due fabbriche tessili nel nord di Londra e dopo un po' ricostruì una fiorente attività. Alla fine la famiglia si sarebbe stabilita in una casa con otto camere da letto a Highgate.
Saatchi ha frequentato il Christ's College, una scuola di grammatica a Finchley e, durante questo periodo, ha sviluppato un'ossessione per la cultura pop americana, inclusa la musica di Elvis Presley, Little Richard e Chuck Berry.  Ha descritto come "che cambia la vita" l'esperienza di vedere un dipinto di Jackson Pollock al Museum of Modern Art di New York. Ha quindi proseguito gli studi presso il London College of Communication.

## Carriera pubblicitaria
Nel 1965, Saatchi ha assunto il suo primo ruolo pubblicitario come copywriter nell'ufficio londinese di Benton & Bowles, dove ha incontrato Doris Lockhart (in seguito la sua prima moglie). Saatchi ha fatto coppia con il direttore artistico Ross Cramer e hanno lavorato in team presso Collett Dickenson Pearce e John Collins & Partners prima di partire nel 1967 per aprire la consulenza creativa Cramer Saatchi.
Insolitamente per una consulenza creativa, hanno assunto dipendenti: John Hegarty - precedentemente direttore artistico di Saatchi presso Benton & Bowles, che in seguito avrebbe diretto l'agenzia rivale Bartle Bogle Hegarty - e Jeremy Sinclair , che dal 2016 mantiene ancora un ruolo senior presso M&C Saatchi. Oltre a offrire consulenza con agenzie pubblicitarie, hanno anche assunto direttamente alcuni clienti.

### Saatchi e Saatchi
Nel 1970 fonda l'agenzia pubblicitaria Saatchi & Saatchi con suo fratello Maurice, che nel 1986, in seguito all'acquisizione della società pubblicitaria Ted Bates, è diventata la più grande agenzia pubblicitaria del mondo, con oltre 600 uffici. Le campagne di successo nel Regno Unito includevano gli annunci di Silk Cut in preparazione del divieto di pubblicità del tabacco e la vittoria elettorale del 1979 del Partito Conservatore, guidato da Margaret Thatcher con lo slogan Labour isn't Working.

### M&C Saatchi
A cavallo del 1995, Saatchi e suo fratello lasciarono l'agenzia e fondarono insieme l'agenzia rivale M&C Saatchi, portando con sé molti dei loro dirigenti e personale creativo, oltre a numerosi clienti, tra cui British Airways.

## Charles Saatchi e l'arte

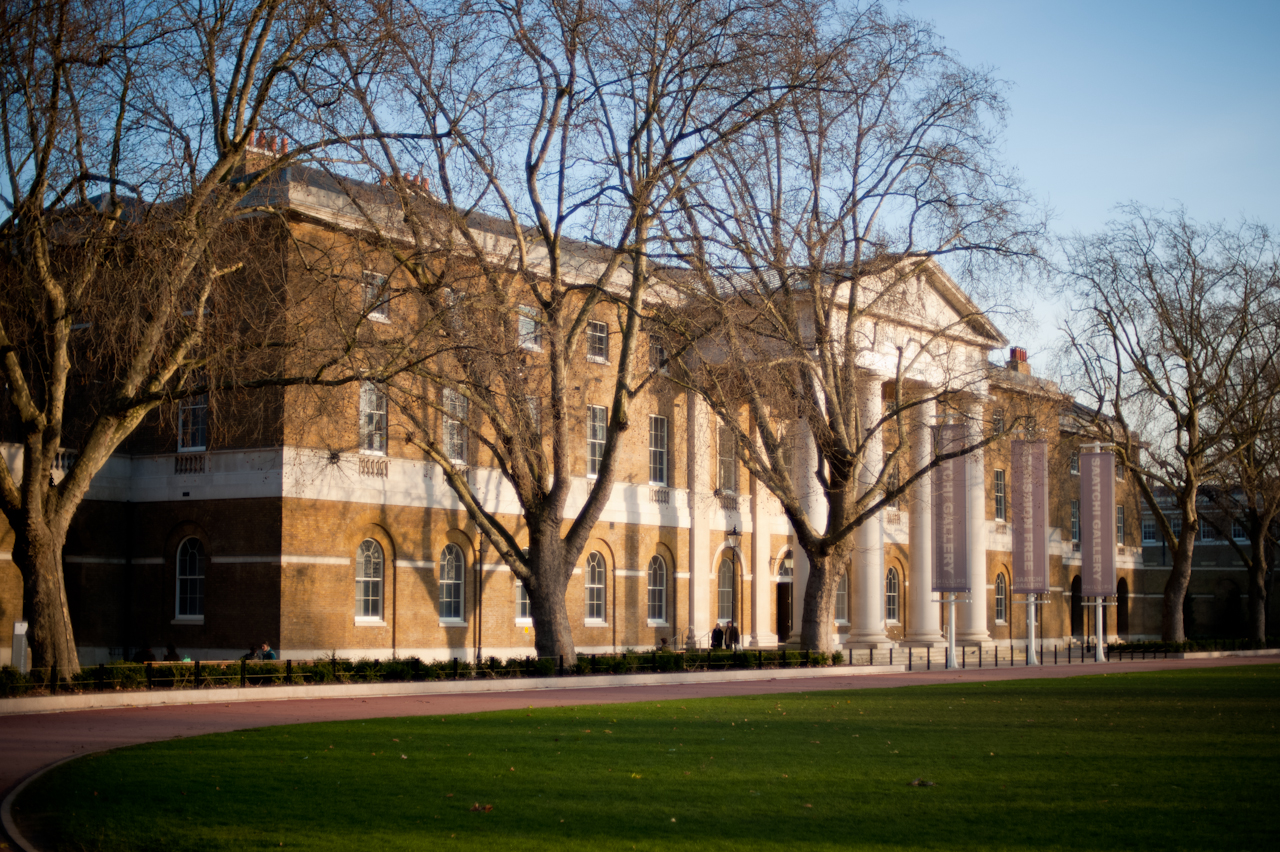
L'esterno della Saatchi Gallery

Nel 1969, all'età di 26 anni, Saatchi acquistò la sua prima opera d'arte da Sol LeWitt ed inizialmente patrocinò la Lisson Gallery di Marylebone, Londra, specializzata in opere minimaliste americane.
All'inizio degli anni '80, Saatchi acquistò un magazzino di 2.800 m2 con pavimento in cemento e cinta di acciaio al 98A Boundary Road nel sobborgo residenziale londinese di St. John's Wood. L'edificio fu trasformato dall'architetto Max Gordon nella Galleria Saatchi, che fu successivamente aperta al pubblico nel febbraio 1985 per esporre l'arte che il fondatore aveva raccolto.
Ad un certo punto la collezione Saatchi conteneva 11 opere di Donald Judd, 21 di Sol LeWitt, 23 di Anselm Kiefer, 17 Andy Warhol e 27 di Julian Schnabel.
I suoi gusti sono mutati dall'astrazione e dal minimalismo americano ai Young British Artists (YBA), i cui lavori ha visto per la prima volta alla Goldsmith's Art School.  Alla mostra gambler degli YBA del 1990, Saatchi acquistò la prima grande installazione "animale" di Damien Hirst, A Thousand Years.  Nel 1991, ha acquisito importanti opere d'arte di Hirst e Marc Quinn. La sua fama di mecenate raggiunse il culmine nel 1997, quando parte della sua collezione fu mostrata alla Royal Academy come la mostra Sensation, che venne riproposta anche a Berlino e New York.
Nel 2009, ha pubblicato il libro My Name is Charles Saatchi and I am an Artoholic che presenta le risposte di Saatchi a una serie di domande poste da membri del pubblico e giornalisti.
Da novembre a dicembre 2009, ha tenuto un programma televisivo sulla BBC chiamato School of Saatchi in cui ha offerto a giovani aspiranti artisti l'opportunità di mostrare il loro lavoro.  Nel luglio 2010, Charles Saatchi ha annunciato che avrebbe donato la Galleria Saatchi e oltre 200 opere d'arte al pubblico britannico. La Galleria Saatchi è stata inserita in un elenco dei musei d'arte più visitati al mondo, basato su un sondaggio di presenza per il 2014, compilato da The Art Newspaper, con 1.505.608 visitatori.  Nello stesso sondaggio, è stato dimostrato che la galleria ha ospitato 15 delle 20 mostre più visitate a Londra negli ultimi 5 anni.

## Pubblicazioni
- Looking Over Your Opponent's Shoulder. (1998) Bow Publications. ISBN 0-86129-148-4
- Charles Saatchi: Question. (2010) Phaidon. ISBN 978-0-7148-5709-1
- My Name Is Charles Saatchi And I Am An Artoholic. (2012) Phaidon. ISBN 978-1-86154-333-2
- Be the Worst You Can be: Life's Too Long for Patience and Virtue. (2012) Abrams. ISBN 978-1-4197-0373-7
- The Naked Eye. (2013) Booth-Clibborn Editions. ISBN 978-1-86154-340-0
- Babble. (2013) Booth-Clibborn Editions. ISBN 978-1-86154-337-0
- Known Unknowns. (2014) Booth-Clibborn Editions. ISBN 978-1-86154-360-8
- DEAD, A Celebration of Mortality. (2015) Booth-Clibborn Editions. ISBN 978-1-86154-359-2
- Beyond Belief: Racist, Sexist, Rude, Crude and Dishonest: The Golden Age of Madison Avenue. (2015) Booth-Clibborn Editions. ISBN 978-1-86154-372-1

## Televisione
- The Real Saatchis: Masters of Illusion (1999, Channel 4)
- School of Saatchi (2009, BBC Two)